# 몽골의 산 목록

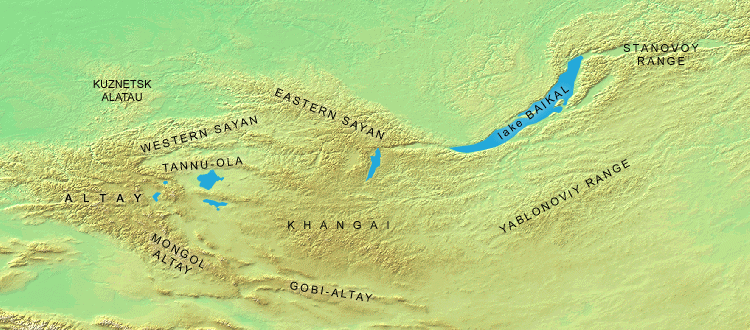
알타이산맥, 사얀산맥 및 항가이산맥

몽골에는 세 개의 주요 산맥이 있다. 가장 높은 산맥은 알타이산맥으로, 북서-남동 방향으로 뻗어 있으며 국가의 서부 및 남서부 지역을 가로지른다. 또한 북서-남동 방향으로 뻗어 있는 항가이산맥은 몽골 중부 및 북중부 지역의 대부분을 차지한다. 이 산들은 더 오래되고, 낮으며, 침식된 산들로, 많은 숲과 고산 목초지를 가지고 있다. 울란바토르 북동쪽 러시아 국경 근처의 헨티산맥은 훨씬 더 낮다.
몽골에는 13개의 산이 빙하로 덮여 있다.
다음은 몽골의 산 목록이다.
|    | 이름                | 봉우리          | 높이(m) | 산맥        | 위치               |
| 1  | 타반보그드산        | 후이텡          | 4374    | 몽골-알타이 | 바양울기           |
| 1  | 타반보그드산        | 나이람달 봉우리 | 4180    | 몽골-알타이 | 바양울기           |
| 1  | 타반보그드산        | 말친 봉우리     | 4050    | 몽골-알타이 | 바양울기           |
| 2  | 뭉크하르칸 산       | 수흐바타르      | 4204    | 몽골-알타이 | 허브드, 바양울기   |
| 3  | 참바가라브          | 차스트          | 4196    | 몽골-알타이 | 바양울기, 허브드   |
| 3  | 참바가라브          | 참바가라브      | 4165    | 몽골-알타이 | 바양울기, 허브드   |
| 4  | 수타이 산           | 수타이          | 4090    | 고비-알타이 | 고비알타이, 허브드 |
| 5  | 하르히라            |                 | 4037    | 몽골-알타이 | 오브스             |
| 6  | 흐흐 세르흐         | 타힐트          | 4019    | 몽골-알타이 | 바양울기           |
| 7  | 오트곤텡게르        |                 | 4008    | 항가이      | 자브항             |
| 8  | 바타르 하이르한     |                 | 3984    | 몽골-알타이 | 허브드             |
| 9  | 이흐 보그드         |                 | 3975    | 고비-알타이 | 바잉헝거르         |
| 10 | 투르겐              | 데글리 차강     | 3966    | 몽골-알타이 | 오브스             |
| 11 | 쳉겔 하이르한       |                 | 3943    | 몽골-알타이 | 바양울기           |
| 12 | 운두르 하이르한     |                 | 3914    | 몽골-알타이 | 바양울기           |
| 13 | 아지 보그드         | 이흐 오보오     | 3802    | 고비-알타이 | 고비알타이         |
| 14 | 자르갈란트 하이르한 |                 | 3796    | 몽골-알타이 | 허브드             |
| 15 | 부르한 부다이       |                 | 3765    | 고비-알타이 | 고비알타이         |
| 16 | 바가 보그드         |                 | 3600    | 고비-알타이 | 우부르항가이       |
| 17 | 하사그트 하이르한   |                 | 3578    | 고비-알타이 | 고비알타이         |
| 18 | 뭉흐 사리닥         |                 | 3491    | 사얀        | 후브스굴           |
| 19 | 둔헤게르            |                 | 3225    | 고비-알타이 | 고비알타이         |
| 20 | 수브라가 하이르한   |                 | 3117    | 항가이      | 아르항가이         |
|    | 칸 흐히             |                 | 2928    |             | 오브스             |
|    | 아스랄트 하이르한   |                 | 2799    | 헨티        | 투브               |
|    | 복드 칸 산          |                 | 2261    | 헨티        | 투브               |
|    | 바트 칸 산          |                 | 2178    |             | 투브               |
|    | 부르한 할둔         |                 |         | 헨티        | 헹티               |
|    | 실린 보그드         |                 | 1778    |             | 수흐바타르         |
|    | 다리 오보오         |                 | 1354    |             | 수흐바타르         |

## 같이 보기
- 몽골의 지리
- 몽골 관련 주제 목록